# William Barclay
William Barclay (Aberdeenshire, 1546 – Angers, 3 luglio 1608) è stato un giurista scozzese.

## Biografia
Nacque nella regione storica dell'Aberdeenshire e studiò all'Università di Aberdeen. Per sfuggire al clima persecutorio cui erano fatti oggetto i cattolici sotto il regno di Elisabetta I, nel 1573 si rifugiò in Francia a Pont-à-Mousson, in Lorena. Studiò diritto all'Università di Bourges, ove si laureò. 
Carlo III, duca di Lorena lo nominò professore di diritto civile presso la neofondata Università di Pont-à-Mousson, nominandolo inoltre Consigliere di Stato e maître des requêtes . Nel 1603 tuttavia dovette lasciare la Francia, essendosi inimicato i gesuiti, poiché aveva rifiutato il suo consenso all'ingresso del figlio John nella Compagnia di Gesù. 
Recatosi in Inghilterra, il re Giacomo I gli offrì importanti incarichi, in cambio della sua adesione alla Chiesa anglicana. William rifiutò tale offerta e ritornò quindi nel 1604 in Francia, ove venne nominato professore di diritto civile presso l'Università di Angers. Morì quattro anni dopo in quella stessa città.
A Pont-à-Mousson William aveva sposato un'appartenente alla famiglia della piccola nobiltà locale dei Malleville, dalla quale ebbe John, che divenne scrittore e poeta.

## Opere
Le sue opere principali furono:
- il De Regno et Regali Potestate (1600), una strenua difesa dei diritti dei re, nella quale confuta le dottrine di coloro che egli chiama monarcomachi: George Buchanan, Junius Brutus[1] (Hubert Languet o Philippe Duplessis-Mornay) e Jean Boucher, teologo, autore di La vie et faits notables de Henry de Valois;
- il De Potestate Papae (1609), in opposizione alla usurpazione dei poteri temporali da parte del papa, che suscitò la famosa replica del cardinale Bellarmino;

- i commenti alle Pandectae: De rebus creditis e De jurejurando commentarii (1605).